# Commission des titres d'ingénieur
Pour les articles homonymes, voir CTI.
En France, la commission des titres d'ingénieur (CTI) a été créée par la loi du 10 juillet 1934 relative aux conditions de délivrance et à l'usage du titre d’« ingénieur diplômé ».
Depuis 1984, elle est chargée de donner un avis pour toutes les formations, avant habilitation par le ministère chargé de l'enseignement supérieur à délivrer le titre d'ingénieur diplômé. 
Elle est partie prenante de l'assurance qualité dans l'espace européen de l'enseignement supérieur ; elle est membre de l'Association européenne ENQA (European Association for Quality Assurance in Higher Education), chargée des formations d'ingénieurs en France. La CTI est inscrite au registre EQAR des agences reconnues dans l'espace européen.

## Missions de la CTI

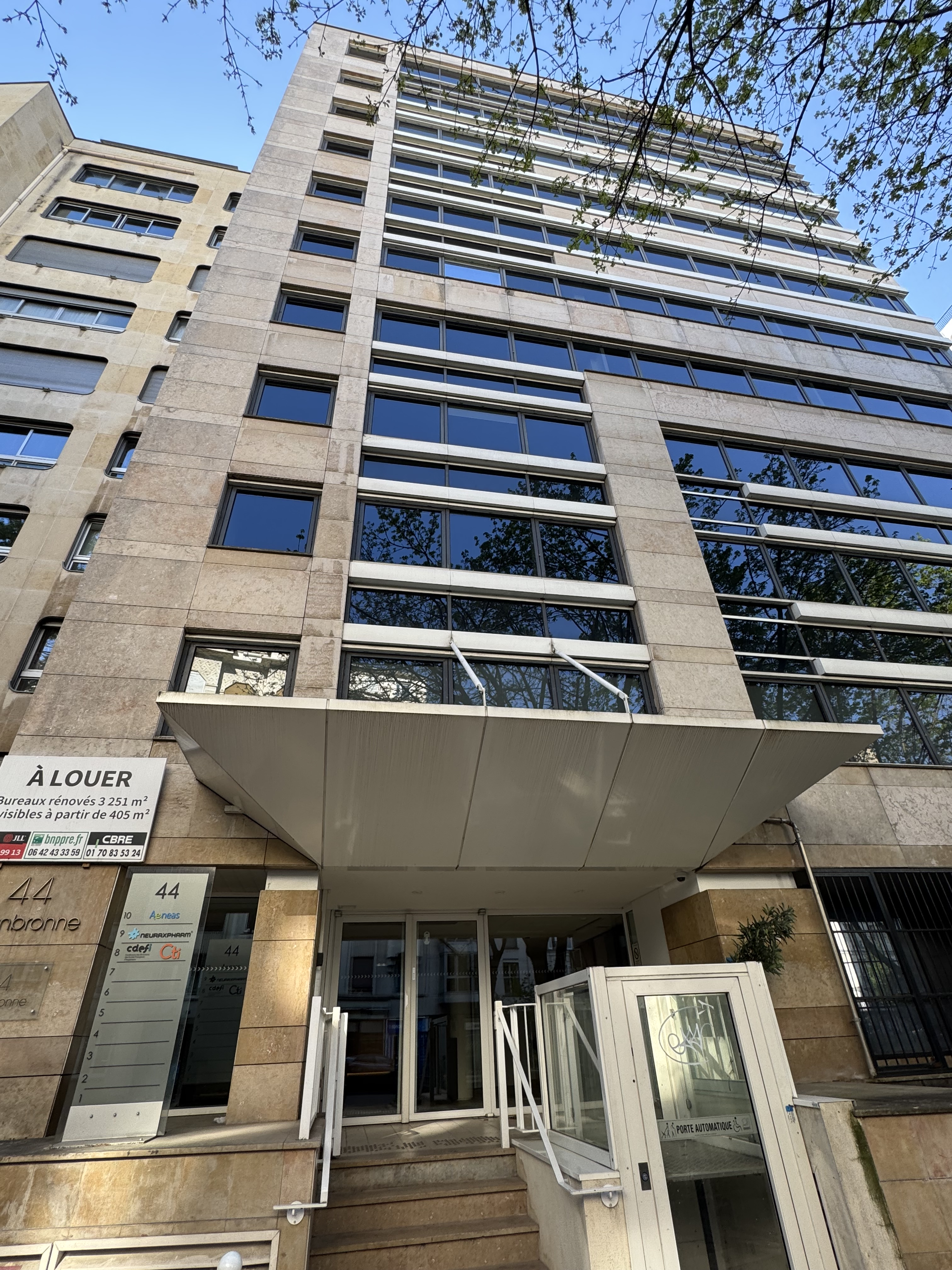
Siège de la Commission des titres d'ingénieur à Paris

Selon le Code de l'éducation, la CTI « est consultée sur toutes les questions concernant les titres d'ingénieur diplômé » ; plus précisément, ses missions comprennent :
- « L’évaluation périodique de toutes les formations d’ingénieurs des établissements français sur le territoire national en vue de leur accréditation à délivrer un titre d’ingénieur diplômé. La CTI est décisionnaire pour l’accréditation des établissements privés et consulaires ; elle rend des avis aux ministères compétents pour les établissements de statut public »[CTI 2].
- L’évaluation de formations d’ingénieurs d’établissements étrangers en vue de la reconnaissance par l'État de leurs diplômes et titres en France.
- « L’élaboration des critères et procédures nécessaires à la délivrance du titre d’ingénieur et à l’accomplissement des missions de la CTI. La CTI contribue ainsi à l’évolution continue des formations d’ingénieurs et à leur adaptation aux besoins des entreprises et de la société en général »[CTI 2].
- « Le développement d’une culture d’assurance qualité au sein des écoles françaises et de la CTI elle-même », selon les standards européens pour l'assurance qualité dans l'espace européen de l'enseignement supérieur[CTI 3].
- L’évaluation de formations d’ingénieurs françaises et étrangères en vue de l’attribution de labels de qualité.

## Organisation - Composition
Bien qu'elle en assure la plupart des missions, la CTI n'est pas une autorité administrative indépendante ; c'est une structure autonome au sein du ministère de l'Enseignement supérieur et de la Recherche, dont l'organisation et la composition sont définies aux articles L. 642-3 et suivants du Code de l'éducation. Elle est financée par une subvention ministérielle et par les contributions des écoles et établissements accrédités. Elle bénéficie d'un soutien logistique du ministère (Greffe de la CTI).
La commission est composée de 32 membres bénévoles, répartis en deux collèges : le collège académique comprend 16 membres choisis parmi le personnel de l’enseignement supérieur, le collège socioéconomique 8 membres choisis parmi les organisations d'employeurs les plus représentatives et 8 membres choisis parmi les associations et les organisations syndicales représentant les ingénieurs. Ces membres sont nommés, par arrêté du ministre chargé de l’enseignement supérieur pour un mandat de 4 ans renouvelable au plus une fois.
Les membres participent à l'assemblée générale et aux missions d'audit.
Le président de la Commission et deux vice-présidents sont élus pour des mandats de 2 ans, renouvelables sans pouvoir excéder la durée de leur mandat comme membre de la CTI. 

### Présidents de la commission depuis 2000
|                  | Période     | Collège                        |
| ---------------- | ----------- | ------------------------------ |
| Louis Castex     | 1998 à 2004 | Enseignement supérieur public  |
| Michelle Gélin   | 2004 à 2006 | Enseignement supérieur privé   |
| Bernard Remaud   | 2006 à 2012 | Enseignement supérieur public  |
| Philippe Massé   | 2012 à 2014 | Enseignement supérieur public  |
| Laurent Mahieu   | 2014 à 2018 | Organisations professionnelles |
| Élisabeth Crépon | 2018 à 2024 | Enseignement supérieur public  |
| Claire Peyratout | depuis 2024 | Enseignement supérieur public  |